# Modraszek adonis
Modraszek adonis (Lysandra bellargus, Polyommatus bellargus) – motyl z rodziny modraszkowatych (Lycaenidae).

## Wygląd
Rozpiętość skrzydeł od 28 do 34 mm, dymorfizm płciowy wyraźny: wierzch skrzydeł samca jest połyskująco błękitny, skrzydła samicy brunatne z pomarańczowymi plamami przy brzegach.

## Siedlisko
Murawy kserotermiczne.

## Biologia i rozwój
Wykształca dwa pokolenia w roku (koniec maja-koniec czerwca, oraz sierpień-początek września). Roślina żywicielska: cieciorka pstra. Jaja barwy białej składane są pojedynczo na różnych częściach roślin żywicielskich. Gąsienice wylęgają się po 2 tygodniach. Rozwój trwa 1,5 miesiąca, przepoczwarczenie ma miejsce na ziemi w oprzędzie. Motyle wylęgają się po 3-4 tygodniach.

## Rozmieszczenie geograficzne
Gatunek pontyjsko-śródziemnomorski, w Polsce występuje głównie w południowo-wschodniej części kraju. W ostatnich dziesięcioleciach zanikło wiele stanowisk tego motyla.